# 寮國航空301號班機空難
老挝航空301號班機是一班自寮國首都永珍飛往南方占巴塞省省會巴色的國內定期客運航班。2013年10月16日，一架ATR 72-600型飛機負責執飞此航班並即將降落時，衝入距離機場8公里（5英哩）的湄公河中，機上共載有44名乘客和5名機組人員，事故使全機共49人不幸罹難。

## 航線
巴色市作為寮國南部其中一省之省會，可視為旅客在此區域的目的地，以參觀其他更遠的南部景點。

寮國基礎設施薄弱，定期往返兩地的班機主要為小型機，本次也不例外。

## 失事飛機
失事飛機機型為ATR 72-600，註冊編號為RDPL-34233，序號1071。這架飛機於2013年3月29日交付給寮國航空公司使用，至失事為止，使用時間僅約半年。

## 失事過程
當時該地區正受中度颱風百合通過後帶來的氣流影響，該航班於當日下午4時許，在預定目的地，南部占巴塞省省會巴色的巴色國際機場降落時，巴色機場的航空控制塔台曾建議飛行員不要降落，因為百合颱風造成能見度極差。本次颱風在泰國、寮國、越南均造成災害。
儘管遭到警告，飛行員堅持仍要試圖降落，但因為風切太強而被吹離航道，之後機組試圖提高機鼻重飛，但仍因受到強風影響而失敗，最後導致飛機衝入位於交通不便的彭通縣中，距離機場8公里的湄公河河段上而墜機。

## 乘客和机组人员
| 國籍           | 乘客 | 機組 | 總計 |
| -------------- | ---- | ---- | ---- |
|                | 16   | 4    | 20   |
| 柬埔寨         | 0    | 1    | 1    |
| 法國           | 7    | 0    | 7    |
|                | 6    | 0    | 6    |
| 泰國           | 5    | 0    | 5    |
|                | 3    | 0    | 3    |
| 越南           | 2    | 0    | 2    |
| 美国           | 1    | 0    | 1    |
| 加拿大         | 1    | 0    | 1    |
| 中华人民共和国 | 1    | 0    | 1    |
| 马来西亚       | 1    | 0    | 1    |
| 中華民國       | 1    | 0    | 1    |
| 總計           | 44   | 5    | 49   |

乘客和机组人员國籍分布见右表。
五名機組人員有四名為寮國國籍，機長為柬埔寨國籍。唯一一名中華民國籍乘客劉長雨為台南人，32歲，日前自台灣前往寮國拜訪堂哥，即寮國台商會前秘書長劉瑞森，並想採購貨品帶回台灣。五名泰國籍乘客為前往占巴塞省進行工作訪問的泰國石油管理局（英語：Petroleum Authority of Thailand）員工。
乘客當中有兩名孩童，皆為澳洲籍。